# Хочу з'їсти твою підшлункову
«Хочу з'їсти твою підшлункову» (яп. 君の膵臓をたべたい, Kimi no Suizō o Tabetai), або «Дай мені з'їсти твою підшлункову» — роман японського письменника Суміно Йору. Спочатку публікувався онлайн на сайті Shōsetsuka ni Narō у 2014 році, потім був випущений, як книга у 2015 році видавництвом Futabasha. З 2016 по 2017 рік виходила манґа-адаптація. У 2017 році вийшла лайв-екшн адаптація з назвою Дай мені з'їсти твою підшлункову, а згодом, 1 вересня 2018 року — повнометражна аніме-адаптація.
У 2021 році вийшов український переклад манґи в двох томах від видавництва Nasha Idea.

## Персонажі
«Я» (яп. 「僕」, «Боку») / Шіґа Харукі (яп. 志賀春樹)
Сейю: Такасуґі Махіро

Ямаучі Сакура (яп. 山内桜良)
Сейю: Lynn

«Хлопець з жуйкою» / Міята Іссей (яп. 宮田一誠)
Сейю: Фукушіма Джюн

Такімото Кьоко (яп. 滝本恭子)
Сейю: Фуджії Юкійо

Такахіро (яп. 隆弘)
Сейю: Учіда Юма

Мати Сакури (яп. 桜良の母)
Сейю: Вакуй Емі

## Медіа

### Роман
Суміно Йору спочатку опублікував роман у 2014 році на сайті, що дозволяв користувачам публікувати свої роботи — Shōsetsuka ni Narō. Потім, видавництво Futabasha перевидала цей роман у форматі книги з обкладинкою, намальованою loundraw, 19 червня 2015 року (ISBN 978-4-575-23905-8). Англійський видавець Seven Seas Entertainment заявив 15 березня 2018 року, що отримав ліцензію на випуск роману, та випустив його 20 листопада 2018.

### Манґа
Манґа по роману авторства Кіріхари Ідзумі почала видаватись у журналі Monthly Action видавництва Futabasha 25 серпня 2016 року, та її останній том вийшов 25 травня 2017. Розділи манґи було зібрано у два томи танкобон, які було видано 10 лютого 2017 року (ISBN 978-4-575-84925-7) та 20 червня 2017 року (ISBN 978-4-575-84993-6) відповідно. Ліцензію на манґу також отримали Seven Seas, вони випустили перший том 22 січня 2019 року.

### Ігровий фільм
Японський лайв-екшн фільм-адаптація новели, «Дай мені з'їсти твою підшлункову», де головні ролі зіграли актори Кітамура Такумі та Хамабе Мінамі, вийшов у Японії 28 липня 2017 року. Фільм також показувався у Південній Кореї на Міжнародному кінофестивалі у Пусані в жовтні 2017 року, а також у Малайзії 9 листопада 2017, де дистрибуцією фільму займалась компанія GSC Movies.

### Аніме-фільм
Анімована кіноадаптація новели, «Хочу з'їсти твою підшлункову», був анонсований у серпні 2017 року. Сценаристом для фільму та режисером був Ушічджіма Шін'ічіро, продюсером — Міта Кейджі, композиторкою — Себу Хіроко. За виробництво відповідала студія Studio VOLN. Ока Юїчі був відповідальним за дизайн персонажів та керівним аніматором. Вступна тема фільму — «Fanfare» (яп. ファンファーレ), а завершальна — «Shunkashūtō» (яп. 春夏秋冬, Чотири сезони). Обидві пісні виконала група Sumika; учасники групи також озвучували ролі в самому фільмі. Дистрибуцією фільму в Японії займались Aniplex, у кінотеатрах фільм вийшов 1 вересня 2018 року.